# Geneeskunde

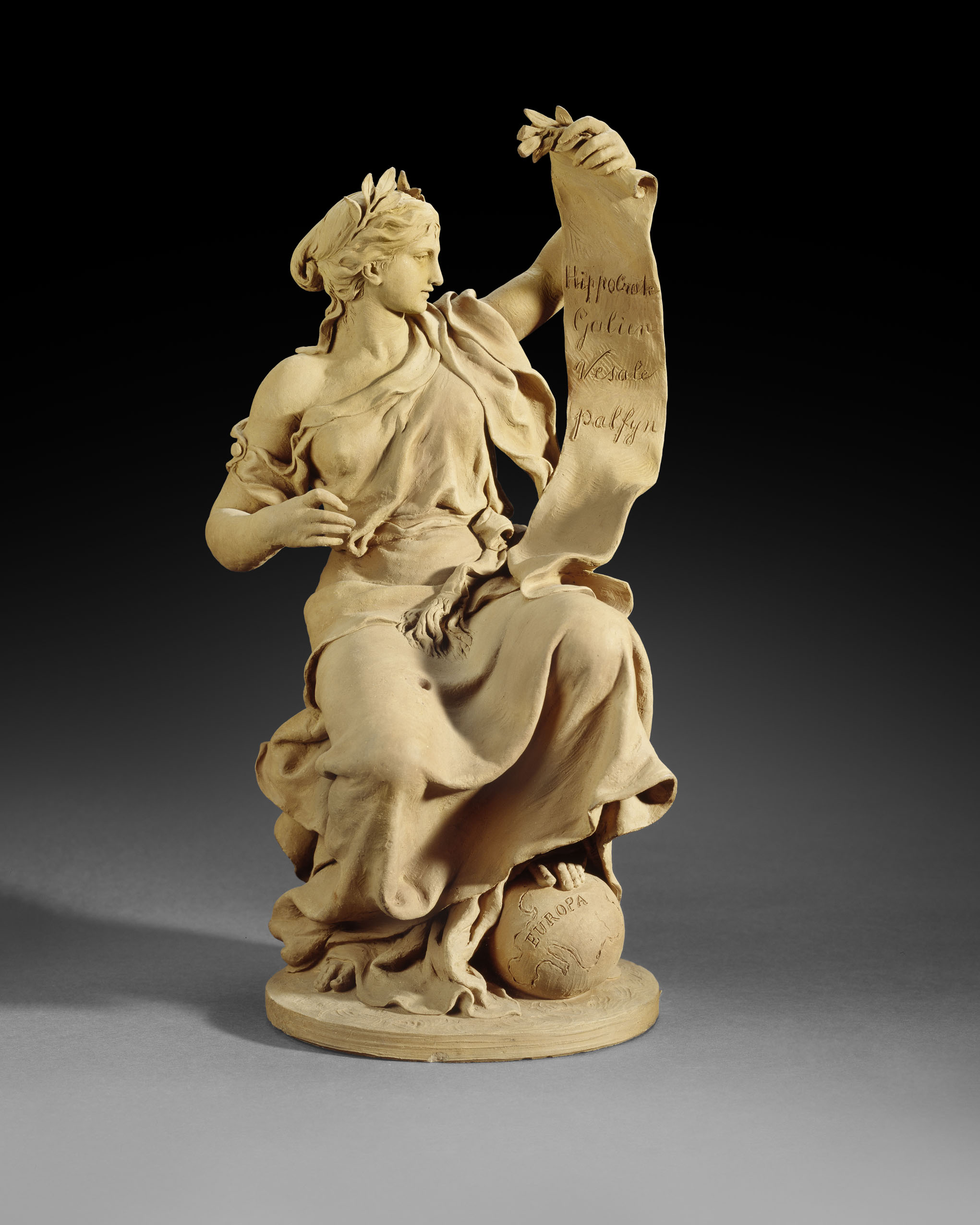
Jan Frans Deckers. Allegorische figuur; De Geneeskunde. Koninklijk Museum voor Schone Kunsten Antwerpen.

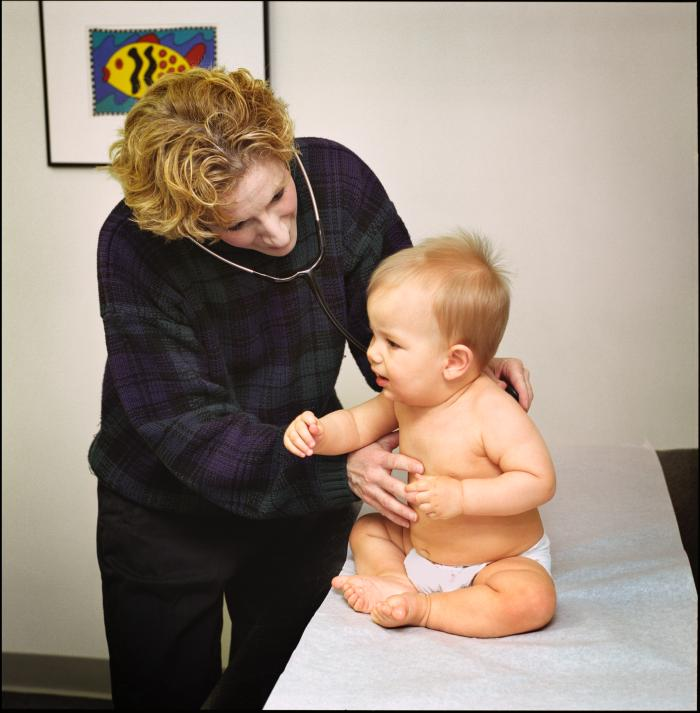
Een kinderarts onderzoekt een baby

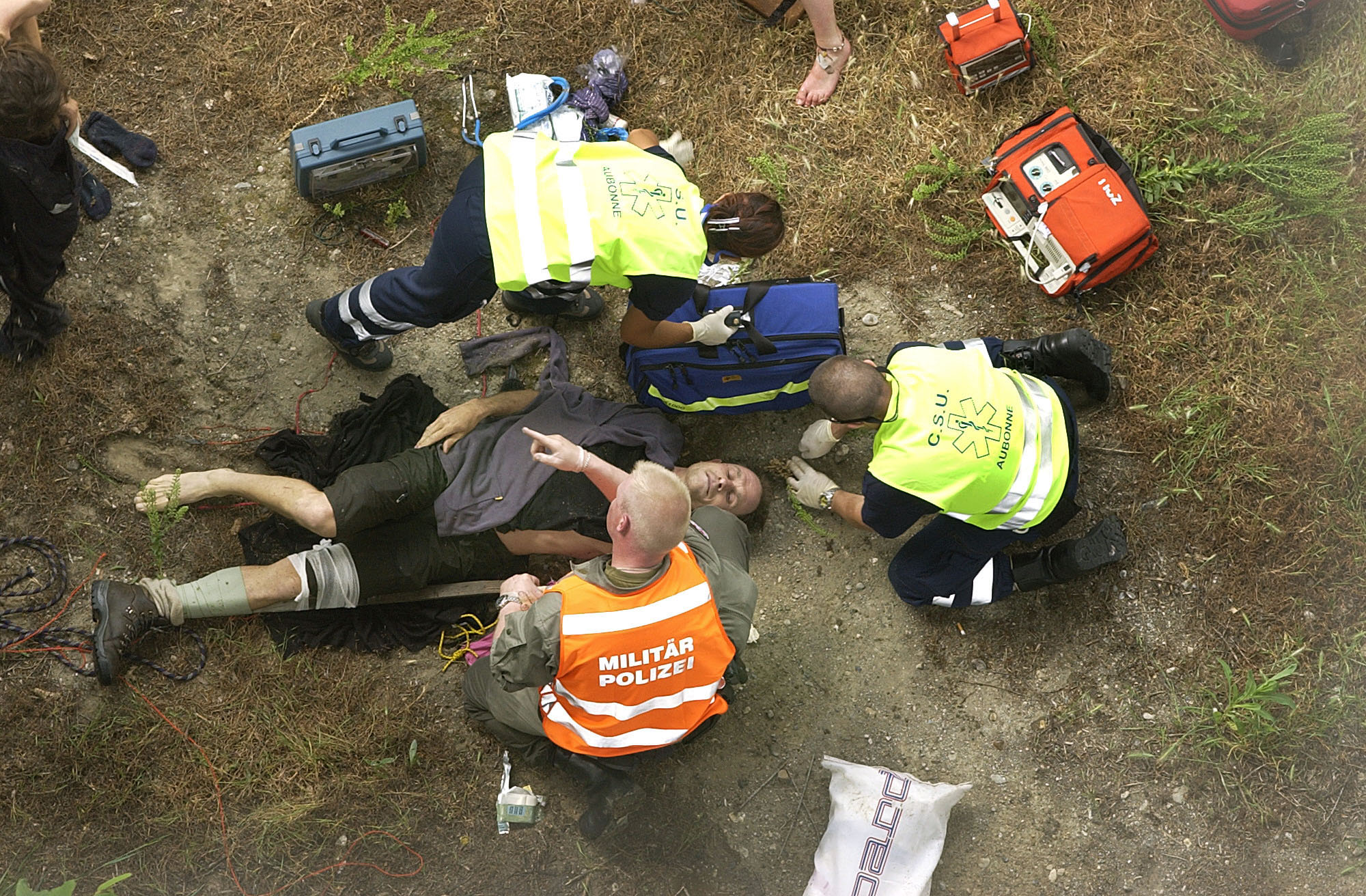
Eerste hulp na een ongeval

Een sagittale MRI-scan van de hersenen

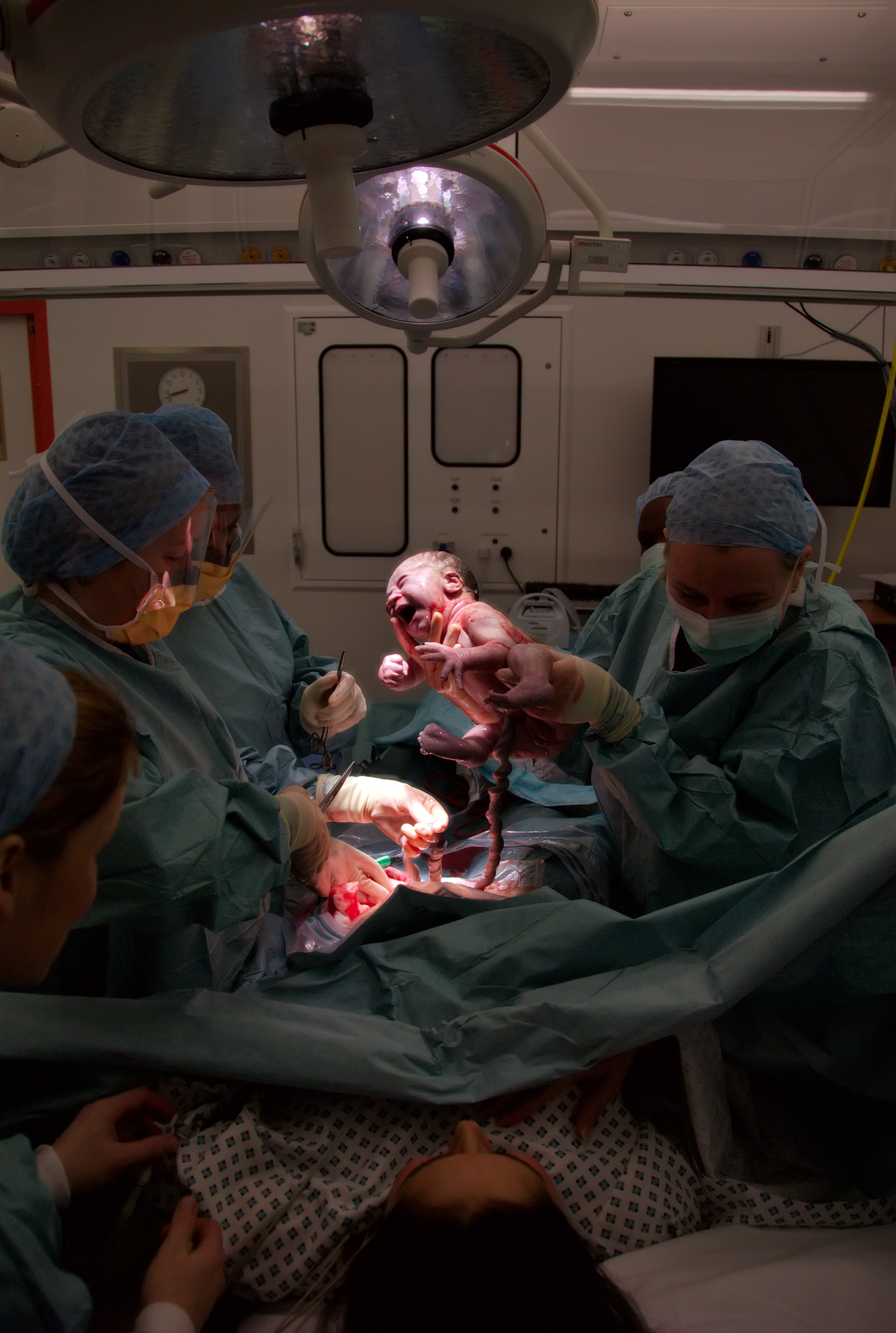
Het uitvoeren van een keizersnede

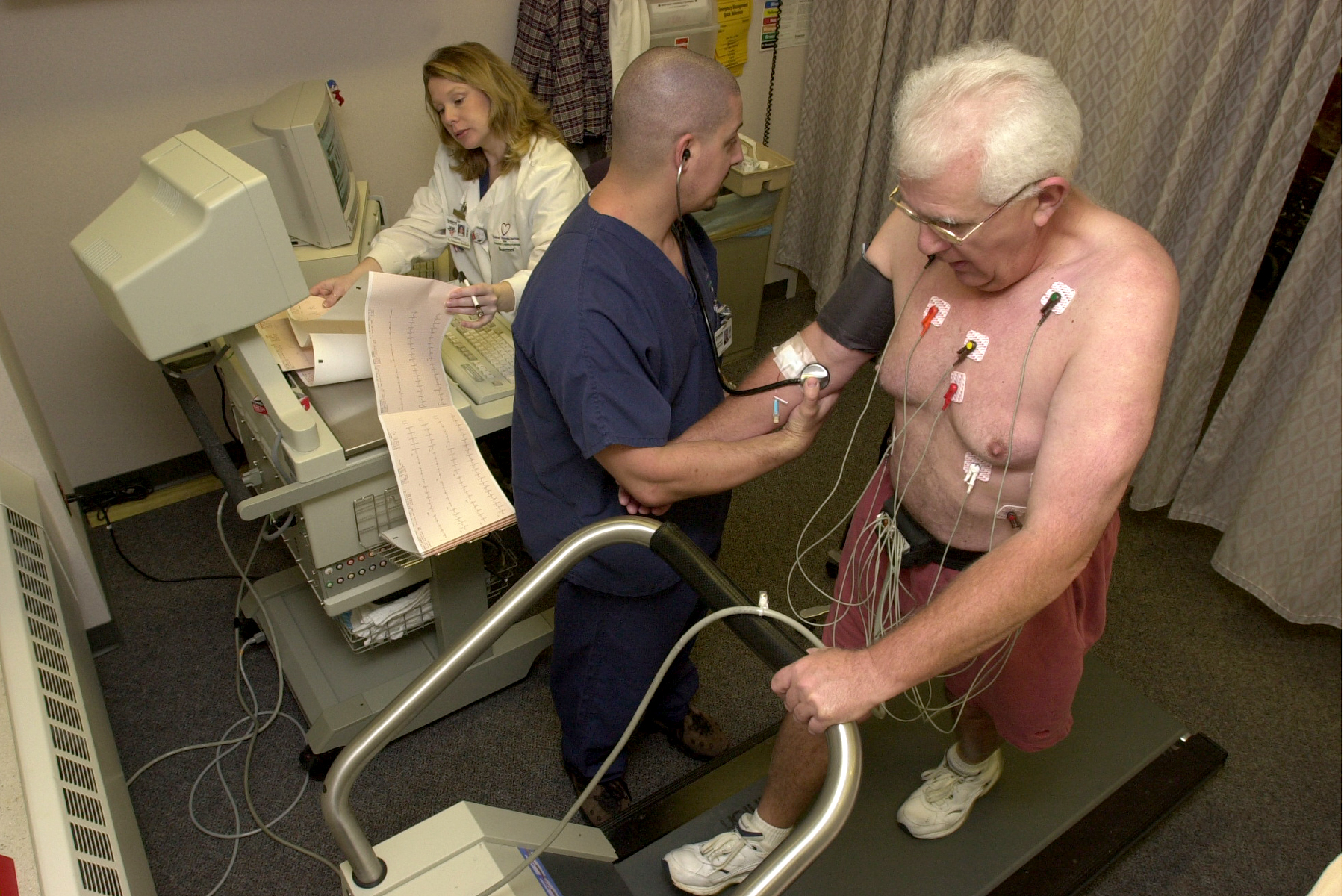
Het uitvoeren van een stresstest en opmaak van een elektrocardiogram

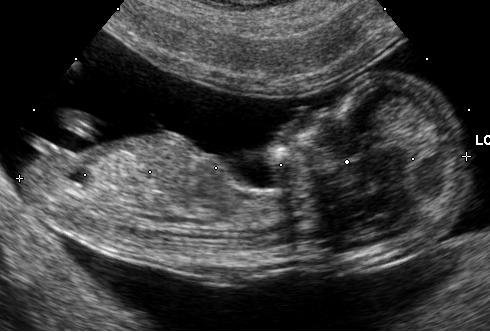
Resultaat van een echografie bij een baby van 12 weken oud

Geneeskunde of medische wetenschap is het interdisciplinaire vakgebied dat zich richt op de invloed die verwondingen, ziektes of afwijkingen hebben op het menselijk functioneren, zowel fysiek als psychisch of sociaal. De geneeskunde heeft als doel het herstellen van de gezonde toestand, of het verzachten van symptomen van de patiënt, benevens het voorkomen (preventie) van ziekte.
Mensen die medisch bekwaam zijn worden arts of geneesheer genoemd. De medische wetenschap is het geheel aan kennis op medisch, farmacologisch en biologisch terrein dat de geneeskunde mogelijk maakt.

## Basis
Moderne geneeskundige kennis wordt verworven via natuurwetenschappelijke onderzoeksmethoden: of evidence-based medicine (empirisch onderzoek): geneeskunde dient gebaseerd te zijn op empirisch bewijs. Er wordt daarbij gezocht naar een logisch verband tussen oorzaak en gevolg; verder moet ieder onderzoek identiek herhaald kunnen worden met identieke resultaten in identieke omstandigheden. De behandeling van zieken gebeurt met bewezen werkzame (evidence-based) therapie. Deze therapie kan toediening van geneesmiddelen, heelkunde (chirurgie), bestraling of revalidatie of psychotherapie inhouden. Deze methodiek is in de moderne westerse geneeskunde nog niet altijd van toepassing: circa 20-30 procent van de geneeskunde zou werkelijk 'evidence-based' mogen worden genoemd. Het leveren van hard bewijs van de werkzaamheid van een methode of behandeling is in de geneeskunde meestal niet eenvoudig.

## Geschiedenis van de geneeskunst
Geneeskunst is al eeuwenoud. Sinds Claudius Galenus (150 n.Chr.) werd ziekte verklaard vanuit een veronderstelde verstoorde balans in de vier 'lichaamssappen': slijm, bloed, zwarte en gele gal, gebaseerd op de vier elementen van de humorenleer: water, vuur, aarde en lucht en de vereniging van hun eigenschappen; warm, koud, nat en droog. Therapieën tegen ziekten waren vooral gebaseerd op het weer in harmonie brengen van deze lichaamssappen, zoals door middel van aderlaten, braken of laxatie. Geneeskundige handelingen bestonden tot aan de 18e eeuw nog voornamelijk hieruit en uit primitieve operaties, het zetten van botten en wondbehandelingen.
Het ontstaan van de moderne geneeskunst wordt in de 19e eeuw geplaatst. Vooral door de ontwikkeling in de scheikunde, laboratoriumonderzoek, mede door het hernieuwde gebruik van de microscoop, en meer klinisch onderzoek, werden oude ideeën van het ontstaan van ziekten vervangen door de microbiologie en virologie.
Enkele pioniers:
- Avicenna, vooraanstaand medicus
- Hippocrates van Kos, introduceerde de eed van Hippocrates
- Claudius Galenus
- Andreas Vesalius, kennis van de anatomie
- Ambroise Paré, chirurg
- Paracelsus, pionier van de farmacologie
- Antoni van Leeuwenhoek, ontdekte de microscoop en deed daar onderzoek mee
- William Harvey, ontdekte de bloedsomloop
- Ignaz Semmelweis, grondlegger van de antiseptische methode
- Rudolf Virchow, grondlegger van de moderne ziekteleer
- Louis Pasteur, ontdekker van bacteriën, introduceerde vaccins
- Robert Koch, bestudeerde bacteriële infectieziekten

Er staan er meer in deze lijst van artsen.

## Het medisch proces
Globaal, sterk vereenvoudigd en zeer in het kort:
- Iemand die een afwijking in zijn gezondheid meent te bespeuren komt bij een arts, die een anamnese zal afnemen: vragen wat de klachten zijn, waar ze zitten, hoelang de patiënt (zoals de hulpvrager nu wordt genoemd) er al last van heeft, etc. en ook wat de verwachtingen van de patiënt zijn ten aanzien van de arts met betrekking tot het probleem, bijvoorbeeld geruststelling, genezing, klachtenverlichting, uitsluiting van een ernstige aandoening, een verklaring dat hij ziek thuis mag blijven, een medicijn, een operatie.
- Daarna verricht de arts zo nodig lichamelijk onderzoek en/of ander hulponderzoek (bijvoorbeeld bloedonderzoek, röntgenfoto's, echografie) en probeert al nadenkend, pratend en onderzoekend een of meer hypothesen op te stellen die de klachten kunnen verklaren, en die hypothesen te testen, meestal door te trachten ze te bevestigen (een heuristische strategie die voornamelijk op patroonherkenning is gebaseerd).[3][4]
- Uiteindelijk blijft er meestal 1 hypothese over: de diagnose. Daarmee wordt het mogelijk de vooruitzichten (prognose) te bepalen en eventueel een behandeling in te stellen. Diagnosen blijven overigens meestal hypothesen en zijn lang niet altijd juist.[5][6]
- Het verloop van de behandeling en de ziekte kan eventueel worden vervolgd.
- Uiteindelijk is de patiënt genezen, houdt een beperking over aan de ziekte of komt te overlijden.

## Ziekten
De meeste ziektebeelden binnen de geneeskunde worden mondiaal gerangschikt in de ICD-10. Dit is een uitgave van de WHO waarin allerlei mogelijke diagnosen zijn geclassificeerd in geordend systeem. Het systeem is aanvankelijk ontstaan als een classificatie van doodsoorzaken. Deze indeling is tamelijk grof, wordt ongeveer om de tien jaar herzien en loopt natuurlijk altijd een aantal jaren achter bij de werkelijke stand van de wetenschap. Praktisch nut heeft de ICD aan het ziekbed niet; het is een statistisch instrument om het vóórkomen van ziektes in verschillende landen te kunnen vergelijken, waarbij men dan maar moet hopen dat in die landen identieke definities worden gehanteerd.
Iedere mogelijke ziekte kan worden ondergebracht in minstens een van de volgende categorieën:
- infectieziekten (bijvoorbeeld tuberculose of aids)
- neoplasmata (nieuwvormingen, dus benigne of maligne tumoren)
- ziekten van het bloed, de bloedvormende organen (beenmerg) en het immuunsysteem (anemie, leukemie of sarcoïdose)
- endocriene ziekten, voedings-gerelateerde ziekten en stofwisselingsziekten (bijvoorbeeld diabetes mellitus, ondervoeding of albinisme)
- psychische ziekten en gedragsstoornissen (bijvoorbeeld depressie of ADHD)
- ziekten van het zenuwstelsel (bijvoorbeeld multiple sclerose of de ziekte van Huntington)
- ziekten van het oog (bijvoorbeeld glaucoom of staar)
- ziekten van het oor en het evenwichtsorgaan (bijvoorbeeld middenoorontsteking of de ziekte van Menière)
- ziekten van het hart en vaatstelsel (bijvoorbeeld hartinfarct of spataderen)
- ziekten van het ademhalingsstelsel (bijvoorbeeld COPD of longontsteking)
- ziekten van het spijsverteringskanaal (bijvoorbeeld maagzweer of galstenen)
- ziekten van de huid en het onderhuidse weefsel (bijvoorbeeld psoriasis of doorligplekken)
- ziekten van de spieren, de botten en het bindweefsel (bijvoorbeeld zweepslag, osteoporose, of SLE)
- ziekten van het urinewegsysteem en de geslachtsorganen, ook wel het urogenitaalstelsel (bijvoorbeeld blaasontsteking, geslachtsziekten)
- ziekten van de zwangerschap, de geboorte en het kraambed (bijvoorbeeld HELLP-syndroom, zwangerschapsvergiftiging, schouderdystocie of kraamvrouwenkoorts)
- ziekten van de pasgeborene (bijvoorbeeld hyperbilirubinemie)
- aangeboren misvormingen, aangeboren afwijkingen en chromosoomafwijkingen (bijvoorbeeld spina bifida, klompvoetje of syndroom van Down)
- klachten, symptomen, laboratoriumafwijkingen en klinische afwijkingen, niet anders gespecificeerd (bijvoorbeeld onbegrepen koorts of hoofdpijn)
- letsel, vergiftigingen of andere gevolgen van externe oorzaken (bijvoorbeeld onderkoeling, koolstofmonoxidevergiftiging of caissonziekte)
- externe oorzaken van overlijden en permanente schade (bijvoorbeeld auto-ongelukken of automutilatie of medische complicaties)
- factoren die de gezondheid beïnvloeden (bijvoorbeeld contact met infecties)
- nieuwe ziekten, nog niet anders gespecificeerd (bijvoorbeeld SARS - inmiddels gewoon een infectieziekte)

## Geneesmiddelen
Geneesmiddelen of medicijnen (ook wel farmaca) zijn chemische verbindingen die op biologische entiteiten (zoals eiwitten, celmembranen of DNA) inwerken en die gebruikt worden in de therapie, de preventie en de diagnostiek van aandoeningen.
Geneesmiddelen kunnen synthetisch (bijv. paracetamol) of natuurlijk zijn. Natuurlijke geneesmiddelen worden bereid uit grondstoffen afkomstig van planten (bijv. morfine) of schimmels (bijv. penicillines). In veel landen mogen medicijnen, vooral de sterk werkzame of potentieel gevaarlijke, alleen door een arts worden voorgeschreven. Andere geneesmiddelen kunnen zonder recept worden aangeschaft. Welke medicijnen in welke categorie vallen, wordt bij wet bepaald en kan van land tot land verschillen.
Voor traditionele kruidengeneesmiddelen, waaronder Chinese en ayurvedische kruidengeneesmiddelen, bestaat in de Europese Unie een vereenvoudigde registratieprocedure. Daarbij volstaat een lange gebruikstraditie voor de onderbouwing van kwaliteit, veiligheid en werkzaamheid. Er zijn geen veiligheidstests of klinische studies vereist voor registratie van dergelijke geneesmiddelen.
Voor homeopathische geneesmiddelen bestaat sinds 2002 een dergelijke vereenvoudigde registratie binnen de Europese Unie. Hierbij dient alleen de farmaceutische kwaliteit en de veiligheid van het middel te worden aangetoond. De werkzaamheid behoeft niet te worden bewezen. Op de verpakking wordt vermeld dat de werkzaamheid niet volgens wetenschappelijke criteria is beoordeeld.

## Specialisaties in België
In Vlaanderen maken studenten geneeskunde na het zesde jaar een keuze:
- huisartsengeneeskunde
- sociale geneeskunde (verzekeringsgeneeskunde, schoolgeneeskunde, ... )
- wetenschappelijk onderzoek
- specialistische gezondheidszorg (kindergeneeskunde, psychiatrie, orthopedie, oogheelkunde enz.).

In Vlaanderen staat de studie geneeskunde open voor al wie een diploma secundair onderwijs (of gelijkwaardig) bezit en slaagt in een toelatingsproef. De toelatingsproef gaat over kennis en inzicht in de wetenschappen, communicatievaardigheden en de vaardigheid om informatie te verwerken.
De erkenning van een geneeskundige specialisatie gebeurt door middel van de vermelding ervan in een koninklijk besluit. Dit wordt in het Belgisch Staatsblad gepubliceerd. De in België erkende geneeskundige specialisaties dragen de titel van geneesheer-specialist in de desbetreffende specialisatie.

### Erkende specialisaties in België
Anesthesie-reanimatie
- Arbeidsgeneeskunde
- Cardiologie
- Dermato-venereologie
- Endocrino-Diabetologie
- Functionele en professionele revalidatie van gehandicapten
- Fysische geneeskunde
- Gastro-enterologie
- Geriatrie
- Gynaecologie en verloskunde
- Heelkunde
- Hematologie
- Intensieve zorgen
- Inwendige geneeskunde
- Klinische biologie
- Mond-, kaak- en aangezichtschirurgie
- Nefrologie
- Neurochirurgie
- Neurologie
- Neuropsychiatrie
- Nucleaire geneeskunde
- Nucleaire in-vitrogeneeskunde
- Oftalmologie
- Orthopedie
- Otorinolaryngologie
- Pathologische anatomie
- Pediatrie
- Pediatrische neurologie
- Plastische, reconstructieve en esthetische heelkunde
- Pneumologie
- Psychiatrie
- Radiotherapie-Oncologie
- Reumatologie
- Revalidatie
- Röntgendiagnose
- Stomatologie
- Urgentiegeneeskunde
- Urologie

## Specialismen in Nederland
De opleiding tot arts bestaat in Nederland uit een gedeelte van vier jaar dat afgesloten wordt met een doctoraalexamen. Daarna volgt nog een gedeelte van twee jaar dat bestaat uit het volgen van verschillende stages (coassistentschappen) in allerlei specialismen als coassistent. Sommige opleidingen zijn gaandeweg overgestapt op het bachelor-master systeem. Uiteindelijk sluit de student de opleiding af met het afleggen van het artsexamen. Na succesvolle afronding verkrijgt hij zijn artsenbul en wordt geregistreerd in het BIG-register als basisarts. Daarmee kan men echter nog weinig beginnen. Er volgt eerst nog een specialisatie, bijvoorbeeld als huisarts, internist, longarts, oogarts etc. Pas na die specialisatie is men daadwerkelijk geneeskundig voldoende geschoold om volledig zelfstandig patiënten te behandelen. De studie inclusief specialisatie duurt in totaal negen tot twaalf jaar.
Door sommige universiteiten is het curriculum gewijzigd waardoor studenten al in hun vierde jaar in de kliniek stages volgen. Dit is bijvoorbeeld het geval op de Rijksuniversiteit Groningen, de Universiteit van Utrecht (al in het derde jaar) en de Vrije Universiteit.
In Nederland zijn er drempels bij het inschrijven voor de opleiding geneeskunde, omdat er minder opleidingsplaatsen dan aanmelders zijn. De overheid hanteert daarom een numerus fixus (instroombeperking) geregeld via de Dienst Uitvoering Onderwijs. De meeste plaatsen werden vergeven door middel van een gewogen loting, maar op enkele universiteiten (Rotterdam, Amsterdam (UvA en VU) en sinds 2009 ook Groningen) bestond al de mogelijkheid om via decentrale selectie een opleidingsplaats te bemachtigen. Vanaf 2015 is er geen gewogen loting meer en hanteren alle universiteiten de decentrale selectie. In Groningen (zijinstroom geneeskunde), Utrecht (SUMMA) en Maastricht (A-KO) is er de mogelijkheid om via zij-instroom of een ander verkort traject arts te worden. Bij de SUMMA en A-KO wordt naast de opleiding tot arts ook opgeleid tot klinisch onderzoeker. Om toegelaten te worden tot de SUMMA (40 plaatsen per jaar) en de A-KO (55 plaatsen per jaar), moet de kandidaat een kennistoets en een serie interviews afleggen. Deze interviews gaan in op de motivatie en communicatieve vaardigheden van de onderzochte.
Binnen de moderne geneeskunde bestaan er meer dan 700 specialismen, waarvan er in Nederland een dertigtal gangbaar zijn. Na zijn basisopleiding volgt nagenoeg elke arts een opleiding tot enig specialisme. Daarin kunnen drie hoofdrichtingen worden onderscheiden: de eerstelijns curatieve zorg, de sociale geneeskunde en de klinische specialismen. Enkele specialismen zijn niet officieel erkend. De Koninklijke Nederlandse Maatschappij tot bevordering van de Geneeskunst (KNMG) formuleert de opleidingseisen en beheert de registers voor de diverse specialismen. Registratie van de arts in een van deze registers is een waarborg voor de kwaliteit van diens opleiding.
De eerstelijns curatieve zorg kent drie specialismen: huisartsgeneeskunde, specialisme ouderengeneeskunde en arts voor verstandelijk gehandicapten.
De sociale geneeskunde richt zich onder meer op de gezondheid van (specifieke groepen binnen) de bevolking. Tot de sociale geneeskunde worden gerekend de specialismen arbeid en gezondheid – bedrijfsgeneeskunde, maatschappij en gezondheid en verzekeringsgeneeskunde.
De forensische geneeskunde vormt een aparte subdiscipline binnen de geneeskunde en maakt tevens deel uit van de forensische wetenschap.
De klinische specialismen vindt men doorgaans terug in het ziekenhuis. Zij kunnen zich onder andere bezighouden met een specifiek orgaan (bijvoorbeeld oogheelkunde), orgaansysteem (bijvoorbeeld gastro-enterologie) of met systemische ziekten (bijvoorbeeld reumatologie). Zij kunnen zich ook toespitsen op een bepaalde levensfase (bijvoorbeeld neonatologie), geriatrie, op de gevolgen van niet te genezen aandoeningen (bijvoorbeeld revalidatiegeneeskunde) of op een aspect van het menselijk gedrag (bijvoorbeeld seksuologie). Ten slotte zijn er de zogenaamde ondersteunende specialismen, die zich bezighouden met laboratoriumonderzoek voor de diagnostiek en de behandeling zoals medische microbiologie, klinische chemie en pathologie (pathologische anatomie). De in Nederland erkende klinische specialismen zijn:
beschouwenddermatologie, interne geneeskunde, cardiologie, gastro-enterologie, klinische geriatrie, longziekten en tuberculose, reumatologie, kindergeneeskunde, klinische neurofysiologie, neurologie, psychiatrie, en revalidatiegeneeskunde.
ondersteunendanesthesiologie, klinische genetica, klinische chemie, medische microbiologie, nucleaire geneeskunde, oncologie, pathologie, radiologie en radiotherapie.
snijdendheelkunde, KNO-heelkunde, neurochirurgie, gynaecologie, kaakchirurgie, oogheelkunde, orthopedie, plastische chirurgie, algemene chirurgie, thoraxchirurgie en urologie.
Binnen deze specialismen bestaan nog tal van kennisgebieden, zoals de hepatologie binnen de inwendige geneeskunde.
Niet erkende specialismen zijn onder meer tropengeneeskunde, sportgeneeskunde, allergologie en militaire gezondheidszorg.